# I Want You (Maruv e Boosin)
I Want You è un singolo della cantante ucraina Maruv e del DJ ucraino Boosin, pubblicato il 5 giugno 2020 su etichetta discografica Warner Music Russia.

## Video musicale
Il video musicale, reso disponibile il 17 giugno 2020, è stato diretto da Jana Čaplygina.

## Tracce
Testi e musiche di Hanna Korsun.
Download digitale
1. I Want You – 2:55

## Classifiche

### Classifiche settimanali
| Classifica (2020) | Posizione massima |
| ----------------- | ----------------- |
| Russia            | 3                 |

### Classifiche di fine anno
| Classifica (2020) | Posizione |
| ----------------- | --------- |
| Russia            | 35        |
| Classifica (2021) | Posizione |
| Russia            | 67        |